# Eurocup 2009-10
La Eurocup 2009-10 fue la octava edición de la segunda competición continental organizada por la ULEB.
Participaron 32 equipos en esta temporada, 18 de ellos obtuvieron la clasificación de forma directa, los 6 equipos eliminados en la ronda previa de la Euroliga, teniendo que disputar los 8 equipos restantes 1 ronda previa para clasificarse a la competición. Los equipos eliminados en la fase previa disputaron la FIBA EuroChallenge, organizada por FIBA Europa.
La fase final se disputó en régimen de concentración, con formato de Final a 4 (Final Four). Se jugó entre los días 17 y 18 de abril de 2010 en Vitoria, España.

## Equipos participantes
| País            | N.º | Equipos                                                                      |
| --------------- | --- | ---------------------------------------------------------------------------- |
| España          | 4   | Bizkaia Bilbao, DKV Joventut, Gran Canaria 2014 y Power Electronics Valencia |
| Rusia           | 4   | Dynamo Moscow, Spartak St.Petersburg, Triumph Lyubertsy y UNICS Kazan        |
| Alemania        | 3   | Alba Berlin, Brose Baskets y Telekom Bonn                                    |
| Francia         | 3   | Cholet Basket, Le Mans Sarthe y SLUC Nancy                                   |
| Italia          | 3   | BancaTercas Teramo, Benetton Treviso y Lauretana Biella                      |
| Turquía         | 3   | Beşiktaş Cola Turka, Galatasaray Café Crown y Türk Telekom                   |
| Grecia          | 2   | Aris Thessaloniki y Panellinios Opap                                         |
| Serbia          | 2   | Crvena Zvezda y Hemofarm Stada                                               |
| Bélgica         | 1   | Spirou Charleroi                                                             |
| Croacia         | 1   | KK Zadar                                                                     |
| Israel          | 1   | Hapoel Jerusalem                                                             |
| Letonia         | 1   | BK Ventspils                                                                 |
| Lituania        | 1   | BC Šiauliai                                                                  |
| Polonia         | 1   | Turów Zgorzelec                                                              |
| República Checa | 1   | ČEZ Nymburk                                                                  |
| Ucrania         | 1   | Azovmash Mariupol                                                            |

## Formato de Competición
En esta edición de la Copa ULEB participan un total de 32 equipos. La Fase Regular comienza en noviembre de 2009.

### Fase Previa
Participan 16 equipos. Se disputan a doble partido (ida-vuelta). Los 8 ganadores pasan a la Fase Regular.

### Fase Regular
Los 32 equipos participantes se dividen en 8 grupos (cada grupo de 4 equipos) disputando una liguilla a dos vueltas. Los 2 equipos mejor clasificados de cada grupo avanzan al Last 16.

### Last 16
Los 16 equipos participantes se dividen en 4 grupos (cada grupo de 4 equipos) disputando una liguilla a dos vueltas. Los 2 equipos mejor clasificados de cada grupo avanzan a cuartos de final.

### Cuartos de final
Los vencedores de los cuartos de final avanzan a la Final Four. Las eliminatorias se disputan a ida-vuelta.

### Final Four

#### Semifinales
Los vencedores de las Semifinales pasan hacia la Final. Se disputan a partido único (Final a 4).

#### Final Consolación
La final se disputa entre los equipos perdedores de las semifinales. Se disputa a partido único.

#### Final
La final se disputa a partido único. El ganador se proclama Campeón de la Eurocup 2009/10 y obtiene plaza en la próxima edición de la Euroliga 2010/11.

## Fase Previa
| Equipo local (ida)       | Dif     | Equipo visitante (ida)     | Ida   | Vuelta |
| ------------------------ | ------- | -------------------------- | ----- | ------ |
| EclipseJet MyGuide Amst. | 112-141 | Dynamo Moscow              | 64-63 | 78-48  |
| Dexia Mons-Hainaut       | 139-142 | Power Electronics Valencia | 78-63 | 79-61  |
| Raiffeisen Wels          | 155-169 | Beşiktaş Cola Turka        | 74-69 | 100-81 |
| VEF Riga                 | 158-168 | Panellinios Opap           | 79-94 | 74-79  |
| Brose Baskets            | 129-128 | Budućnost Podgorica        | 64-61 | 67-65  |
| BC Donetsk               | 150-153 | Bizkaia Bilbao             | 71-63 | 90-79  |
| Apoel Nicosia            | 139-140 | BancaTercas Teramo         | 77-63 | 77-62  |
| Chorale Roanne           | 162-169 | Hapoel Jerusalem           | 83-81 | 88-79  |

## Fase Regular

### Grupo A
|    | Equipo                 | Jug | G | P | PF  | PC  | Dif |
| -- | ---------------------- | --- | - | - | --- | --- | --- |
| 1. | Alba Berlin            | 6   | 5 | 1 | 463 | 459 | 4   |
| 2. | Galatasaray Café Crown | 6   | 3 | 3 | 525 | 519 | 6   |
| 3. | BancaTercas Teramo     | 6   | 2 | 4 | 480 | 482 | -2  |
| 4. | Azovmash Mariupol      | 6   | 2 | 4 | 496 | 504 | -8  |

|      | ALBA  | GALA  | TERA  | AZOV  |
| ---- | ----- | ----- | ----- | ----- |
| ALBA | –     | 87-77 | 75-73 | 82-78 |
| GALA | 93-79 | –     | 87-80 | 96-82 |
| TERA | 65-66 | 95-87 | –     | 85-77 |
| AZOV | 73-74 | 96-85 | 90-82 | –     |

### Grupo B
|    | Equipo                     | Jug | G | P | PF  | PC  | Dif |
| -- | -------------------------- | --- | - | - | --- | --- | --- |
| 1. | Power Electronics Valencia | 6   | 5 | 1 | 420 | 411 | 9   |
| 2. | Le Mans Sarthe             | 6   | 3 | 3 | 482 | 445 | 37  |
| 3. | Triumph Lyubertsy          | 6   | 3 | 3 | 430 | 473 | -43 |
| 4. | Hemofarm Stada             | 6   | 1 | 5 | 477 | 480 | -3  |

|      | POWE  | LMAN  | TRIU  | HEMO  |
| ---- | ----- | ----- | ----- | ----- |
| POWE | –     | 74-73 | 85-60 | 75-71 |
| LMAN | 80-44 | –     | 74-77 | 92-90 |
| TRIU | 59-67 | 72-87 | –     | 83-82 |
| HEMO | 68-75 | 88-76 | 78-79 | –     |

### Grupo C
|    | Equipo            | Jug | G | P | PF  | PC  | Dif |
| -- | ----------------- | --- | - | - | --- | --- | --- |
| 1. | Aris Thessaloniki | 6   | 5 | 1 | 492 | 450 | 42  |
| 2. | Hapoel Jerusalem  | 6   | 3 | 3 | 503 | 487 | 16  |
| 3. | KK Zadar          | 6   | 3 | 3 | 500 | 486 | 14  |
| 4. | BC Šiauliai       | 6   | 1 | 5 | 494 | 566 | -72 |

|      | ARIS  | HJER  | ZADA  | SIAU   |
| ---- | ----- | ----- | ----- | ------ |
| ARIS | –     | 81-77 | 73-67 | 85-67  |
| HJER | 79-89 | –     | 93-74 | 89-76  |
| ZADA | 68-73 | 86-69 | –     | 110-87 |
| SIAU | 92-91 | 81-96 | 91-95 | –      |

### Grupo D
|    | Equipo              | Jug | G | P | PF  | PC  | Dif |
| -- | ------------------- | --- | - | - | --- | --- | --- |
| 1. | UNICS Kazan         | 6   | 5 | 1 | 498 | 421 | 77  |
| 2. | DKV Joventut        | 6   | 5 | 1 | 485 | 457 | 28  |
| 3. | Beşiktaş Cola Turka | 6   | 1 | 5 | 499 | 578 | -79 |
| 4. | Telekom Bonn        | 6   | 1 | 5 | 446 | 472 | -26 |

|      | KAZA  | JOVE  | BESI   | BONN   |
| ---- | ----- | ----- | ------ | ------ |
| KAZA | –     | 75-78 | 101-76 | 76-64  |
| JOVE | 71-82 | –     | 108-92 | 66-64  |
| BESI | 70-98 | 73-86 | –      | 102-98 |
| BONN | 62-66 | 71-76 | 87-86  | –      |

### Grupo E
|    | Equipo                | Jug | G | P | PF  | PC  | Dif |
| -- | --------------------- | --- | - | - | --- | --- | --- |
| 1. | Bizkaia Bilbao        | 6   | 6 | 0 | 510 | 432 | 78  |
| 2. | Türk Telekom          | 6   | 3 | 3 | 479 | 452 | 27  |
| 3. | Spartak St.Petersburg | 6   | 3 | 3 | 456 | 462 | -6  |
| 4. | Spirou Charleroi      | 6   | 0 | 6 | 384 | 483 | -99 |

|      | BILB  | TURK  | SSPE  | CHAR  |
| ---- | ----- | ----- | ----- | ----- |
| BILB | –     | 81-75 | 85-62 | 90-70 |
| TURK | 70-85 | –     | 86-73 | 91-67 |
| SSPE | 88-89 | 85-83 | –     | 80-69 |
| CHAR | 67-80 | 61-74 | 50-69 | –     |

### Grupo F
|    | Equipo           | Jug | G | P | PF  | PC  | Dif |
| -- | ---------------- | --- | - | - | --- | --- | --- |
| 1. | Crvena Zvezda    | 6   | 5 | 1 | 498 | 452 | 46  |
| 2. | Benetton Treviso | 6   | 4 | 2 | 494 | 475 | 19  |
| 3. | Cholet Basket    | 6   | 3 | 3 | 442 | 438 | 4   |
| 4. | Dynamo Moscow    | 6   | 0 | 6 | 430 | 499 | -69 |

|      | CZVE  | BENE   | CHOL  | DYNA   |
| ---- | ----- | ------ | ----- | ------ |
| CZVE | –     | 104-83 | 82-66 | 76-67  |
| BENE | 71-78 | –      | 81-80 | 102-69 |
| CHOL | 79-70 | 70-71  | –     | 75-70  |
| DYNA | 86-88 | 74-86  | 64-72 | –      |

### Grupo G
|    | Equipo            | Jug | G | P | PF  | PC  | Dif |
| -- | ----------------- | --- | - | - | --- | --- | --- |
| 1. | Panellinios Opap  | 6   | 4 | 2 | 457 | 415 | 42  |
| 2. | Gran Canaria 2014 | 6   | 4 | 2 | 425 | 416 | 9   |
| 3. | SLUC Nancy        | 6   | 3 | 3 | 445 | 444 | 1   |
| 4. | Turów Zgorzelec   | 6   | 1 | 5 | 444 | 496 | -52 |

|      | PANE  | GCAN  | SLUC  | TURO   |
| ---- | ----- | ----- | ----- | ------ |
| PANE | –     | 89-60 | 77-64 | 83-65  |
| GCAN | 73-51 | –     | 77-65 | 85-74  |
| SLUC | 72-81 | 67-55 | –     | 102-82 |
| TURO | 81-76 | 70-75 | 72-75 | –      |

### Grupo H
|    | Equipo           | Jug | G | P | PF  | PC  | Dif  |
| -- | ---------------- | --- | - | - | --- | --- | ---- |
| 1. | ČEZ Nymburk      | 6   | 4 | 2 | 469 | 405 | 64   |
| 2. | Brose Baskets    | 6   | 4 | 2 | 495 | 422 | 73   |
| 3. | Lauretana Biella | 6   | 4 | 2 | 460 | 437 | 23   |
| 4. | BK Ventspils     | 6   | 0 | 6 | 346 | 506 | -160 |

|      | NYMB  | BROS  | LAUR  | VENT   |
| ---- | ----- | ----- | ----- | ------ |
| NYMB | –     | 71-66 | 84-60 | 79-57  |
| BROS | 85-73 | –     | 87-85 | 100-51 |
| LAUR | 78-77 | 80-72 | –     | 82-54  |
| VENT | 59-85 | 62-85 | 63-77 | –      |

## Last 16

### Grupo I
|    | Equipo            | Jug | G | P | PF  | PC  | Dif |
| -- | ----------------- | --- | - | - | --- | --- | --- |
| 1. | Alba Berlin       | 6   | 4 | 2 | 419 | 409 | 10  |
| 2. | Aris Thessaloniki | 6   | 3 | 3 | 447 | 407 | 40  |
| 3. | DKV Joventut      | 6   | 3 | 3 | 408 | 431 | -23 |
| 4. | Le Mans Sarthe    | 6   | 2 | 4 | 420 | 447 | -27 |

|      | ALBA  | ARIS  | JOVE  | LMAN  |
| ---- | ----- | ----- | ----- | ----- |
| ALBA | –     | 61-65 | 72-68 | 83-71 |
| ARIS | 80-67 | –     | 84-54 | 71-72 |
| JOVE | 62-68 | 74-72 | –     | 80-73 |
| LMAN | 63-68 | 79-75 | 62-70 | –     |

### Grupo J
|    | Equipo                     | Jug | G | P | PF  | PC  | Dif |
| -- | -------------------------- | --- | - | - | --- | --- | --- |
| 1. | Power Electronics Valencia | 6   | 5 | 1 | 487 | 465 | 22  |
| 2. | Hapoel Jerusalem           | 6   | 4 | 2 | 507 | 480 | 27  |
| 3. | UNICS Kazan                | 6   | 3 | 3 | 477 | 484 | -7  |
| 4. | Galatasaray Café Crown     | 6   | 0 | 6 | 526 | 568 | -42 |

|      | POWE  | HJER   | KAZA  | GALA   |
| ---- | ----- | ------ | ----- | ------ |
| POWE | –     | 75-79  | 91-81 | 98-95  |
| HJER | 64-69 | –      | 82-73 | 100-87 |
| KAZA | 68-72 | 78-71  | –     | 92-89  |
| GALA | 78-82 | 98-111 | 79-85 | –      |

### Grupo K
|    | Equipo           | Jug | G | P | PF  | PC  | Dif |
| -- | ---------------- | --- | - | - | --- | --- | --- |
| 1. | Bizkaia Bilbao   | 6   | 4 | 2 | 447 | 400 | 47  |
| 2. | Panellinios Opap | 6   | 4 | 2 | 462 | 457 | 5   |
| 3. | Benetton Treviso | 6   | 2 | 4 | 477 | 457 | 20  |
| 4. | Brose Baskets    | 6   | 2 | 4 | 410 | 452 | -42 |

|      | BILB  | PANE  | BENE  | BROS  |
| ---- | ----- | ----- | ----- | ----- |
| BILB | –     | 81-61 | 68-72 | 76-66 |
| PANE | 77-70 | –     | 88-79 | 70-62 |
| BENE | 69-76 | 81-85 | –     | 86-70 |
| BROS | 55-76 | 84-81 | 73-63 | –     |

### Grupo L
|    | Equipo            | Jug | G | P | PF  | PC  | Dif |
| -- | ----------------- | --- | - | - | --- | --- | --- |
| 1. | Gran Canaria 2014 | 6   | 4 | 2 | 440 | 431 | 9   |
| 2. | ČEZ Nymburk       | 6   | 3 | 3 | 447 | 446 | 1   |
| 3. | Crvena Zvezda     | 6   | 3 | 3 | 440 | 426 | 14  |
| 4. | Türk Telekom      | 6   | 2 | 4 | 474 | 498 | -24 |

|      | GCAN  | NYMB  | CZVE  | TURK  |
| ---- | ----- | ----- | ----- | ----- |
| GCAN | –     | 69-54 | 81-58 | 73-65 |
| NYMB | 79-71 | –     | 60-65 | 84-94 |
| CZVE | 97-67 | 55-73 | –     | 76-78 |
| TURK | 78-79 | 92-97 | 67-89 | –     |

## Cuartos de final
| Equipo local (ida) | Dif     | Equipo visitante (ida)     | Ida   | Vuelta |
| ------------------ | ------- | -------------------------- | ----- | ------ |
| Hapoel Jerusalem   | 126-133 | Alba Berlin                | 67-61 | 72-59  |
| Aris Thessaloniki  | 131-156 | Power Electronics Valencia | 64-71 | 85-67  |
| ČEZ Nymburk        | 99-105  | Bizkaia Bilbao             | 47-59 | 46-52  |
| Panellinios Opap   | 149-145 | Gran Canaria 2014          | 81-70 | 75-68  |

## Final Four
|  | Semifinales          | Semifinales          |    |                | Final            | Final       |  |
|  | 17 de abril          | 17 de abril          |    |                | 18 de abril      | 18 de abril |  |
|  |                      |                      |    |                |                  |             |  |
|  |                      |                      |    |                |                  |             |  |
|  | Alba Berlín          | 77                   |    |                |                  |             |  |
|  | Bizkaia Bilbao       | 70                   |    |                |                  |             |  |
|  |                      |                      |    |                |                  |             |  |
|  |                      |                      |    |                |                  |             |  |
|  |                      |                      |    |                | Alba Berlín      | 44          |  |
|  |                      | Power Elec. Valencia | 67 |                |                  |             |  |
|  |                      |                      |    |                |                  |             |  |
|  |                      |                      |    |                |                  |             |  |
|  |                      |                      |    |                | Tercer lugar     |             |  |
|  |                      |                      |    |                |                  |             |  |
|  | Power Elec. Valencia | 92                   |    | Bizkaia Bilbao | 76               |             |  |
|  | Panellinios Opap     | 80                   |    |                | Panellinios Opap | 67          |  |

| Campeón de la Eurocup 2009-10             |
| ----------------------------------------- |
| Power Electronics Valencia Segundo título |

## Plantilla del club vencedor

### Power Electronics Valencia2009-10
| N.º | Posición   | Fecha Nac. | Jugador           | Altura (m) | Peso (kg) | Procedencia           | Año Fichaje |
| --- | ---------- | ---------- | ----------------- | ---------- | --------- | --------------------- | ----------- |
| 7   | Pivot      | 19/02/85   | Kosta Perović     | 2,18       | 109       | Golden State Warriors | 2008        |
| 9   | Alero      | 30/08/88   | Víctor Claver     | 2,08       | 107       | Valencia BC Jr.       | 2006        |
| 10  | Base       | 19/03/91   | José Simeón       | 1,86       | 83        | Valencia BC Jr.       | 2009        |
| 12  | Pivot      | 31/03/82   | Serhiy Lishchuk   | 2,12       | 110       | Azovmash Mariupol     | 2009        |
| 13  | Base       | 17/07/91   | Héctor Piquer     | 1,83       |           | Valencia BC Jr.       | 2009        |
| 14  | Base       | 15/03/83   | Marko Marinović   | 1,83       | 80        | Crvena Zvezda         | 2009        |
| 16  | Alero      | 18/09/86   | Iván García       | 2,05       | 95        | Lobe Huesca           | 2009        |
| 17  | Escolta    | 03/03/82   | Rafa Martínez     | 1,90       | 82        | Ricoh Manresa         | 2008        |
| 20  | Ala-Pivot  | 19/01/81   | Florent Piétrus   | 2,02       | 96        | MMT Estudiantes       | 2008        |
| 22  | Base       | 23/06/87   | Nando de Colo     | 1,95       | 85        | Cholet Basket         | 2009        |
| 23  | Alero      | 10/05/91   | Tornike Shengelia | 2,02       | 95        | Valencia BC Jr.       | 2008        |
| 24  | Escolta    | 27/09/82   | Thomas Kelati     | 1,95       | 90        | Unicaja               | 2009        |
| 44  | Ala-Pivot  | 03/02/78   | Matt Nielsen      | 2,09       | 107       | Lietuvos Rytas        | 2008        |
| 55  | Pivot      | 27/04/90   | Giorgi Sharabidze | 2,08       |           | Valencia BC Jr.       | 2008        |
|     | Entrenador | 06/11/62   | Neven Spahija     |            |           | Tau Cerámica          | 2008        |

## Nominaciones

### Premios Individuales
| Premio              | Nombre        | Equipo                     |
| ------------------- | ------------- | -------------------------- |
| MVP de la final     | Matt Nielsen  | Power Electronics Valencia |
| MVP de la temporada | Marko Banić   | Bizkaia Bilbao             |
| Estrella emergente  | Víctor Claver | Power Electronics Valencia |
| Mejor entrenador    | Ilias Zouros  | Panellinios Opap           |

### Primer equipo ideal
| Pos | Jugador          | Equipo                     |
| --- | ---------------- | -------------------------- |
| B   | Nando de Colo    | Power Electronics Valencia |
| E   | Devin Smith      | Panellinios Opap           |
| A   | Immanuel McElroy | Alba Berlín                |
| AP  | Matt Nielsen     | Power Electronics Valencia |
| P   | Marko Banić      | Bizkaia Bilbao             |

### Segundo equipo ideal
| Pos | Jugador              | Equipo            |
| --- | -------------------- | ----------------- |
| B   | Arthur Lee           | ČEZ Nymburk       |
| E   | Dijon Thompson       | Hapoel Jerusalem  |
| A   | Kostas Charalampidis | Panellinios Opap  |
| AP  | Blagota Sekulić      | Alba Berlín       |
| P   | James Augustine      | Gran Canaria 2014 |

### Jugador de la Semana
| Jornada      | Jugador              | Equipo                     | Val. |
| ------------ | -------------------- | -------------------------- | ---- |
| F.Regular J1 | Radoslav Rančík      | Galatasaray Café Crown     | 41   |
| F.Regular J2 | Mire Chatman         | Beşiktaş Cola Turka        | 42   |
| F.Regular J3 | Mindaugas Kuzminskas | BC Šiauliai                | 34   |
| F.Regular J4 | Darius Washington    | Galatasaray Café Crown     | 45   |
| F.Regular J5 | Brandon Hunter       | Hapoel Jerusalem           | 33   |
| F.Regular J6 | Mike Taylor          | Crvena Zvezda              | 35   |
| Last 16 J1   | Marko Popović        | UNICS Kazan                | 26   |
|              | Julius Jenkins       | Alba Berlín                | 26   |
| Last 16 J2   | Phil Ricci           | ČEZ Nymburk                | 34   |
| Last 16 J3   | Matt Nielsen         | Power Electronics Valencia | 29   |
| Last 16 J4   | Víctor Claver        | Power Electronics Valencia | 26   |
|              | Devin Smith          | Panellinios Opap           | 26   |
| Last 16 J5   | Casey Jacobsen       | Brose Baskets              | 31   |
| Last 16 J6   | Marc Salyers         | Le Mans Sarthe             | 33   |
| QFinals J1   | Brandon Hunter       | Hapoel Jerusalem           | 32   |
| QFinals J2   | Matt Nielsen         | Power Electronics Valencia | 25   |

## Estadísticas individuales

### Ranking
| Pos. | Jugador         | Equipo                 | Media | Part. | Total |
| ---- | --------------- | ---------------------- | ----- | ----- | ----- |
| 1.   | Mike Wilkinson  | Galatasaray Café Crown | 19,75 | 12    | 237   |
| 2.   | Radoslav Rančík | Galatasaray Café Crown | 19,42 | 12    | 233   |
| 3.   | Marko Popović   | UNICS Kazan            | 18,50 | 12    | 222   |
| 4.   | Simas Jasaitis  | Galatasaray Café Crown | 18,42 | 12    | 221   |
| 5.   | Dijon Thompson  | Hapoel Jerusalem       | 16,43 | 14    | 230   |

### Puntos
| Pos. | Jugador          | Equipo                 | Media | Part. | Total |
| ---- | ---------------- | ---------------------- | ----- | ----- | ----- |
| 1.   | Radoslav Rančík  | Galatasaray Café Crown | 18,83 | 12    | 226   |
| 2.   | Marko Popović    | UNICS Kazan            | 18,25 | 12    | 219   |
| 3.   | Dewarick Spencer | Le Mans Sarthe         | 17,58 | 12    | 211   |
| 4.   | Mike Wilkinson   | Galatasaray Café Crown | 17,50 | 12    | 210   |
| 5.   | Simas Jasaitis   | Galatasaray Café Crown | 16,50 | 12    | 198   |

### Rebotes
| Pos. | Jugador         | Equipo                 | Media | Part. | Total |
| ---- | --------------- | ---------------------- | ----- | ----- | ----- |
| 1.   | James Augustine | Gran Canaria 2014      | 7,43  | 14    | 104   |
| 2.   | Radoslav Rančík | Galatasaray Café Crown | 6,92  | 12    | 83    |
| 3.   | Mike Wilkinson  | Galatasaray Café Crown | 6,50  | 12    | 78    |
| 4.   | Simas Jasaitis  | Galatasaray Café Crown | 6,33  | 12    | 76    |
| 5.   | Dijon Thompson  | Hapoel Jerusalem       | 6,07  | 14    | 85    |

### Asistencias
| Pos. | Jugador          | Equipo           | Media | Part. | Total |
| ---- | ---------------- | ---------------- | ----- | ----- | ----- |
| 1.   | Marko Popović    | UNICS Kazan      | 4,75  | 12    | 57    |
| 2.   | Kristaps Valters | DKV Joventut     | 4,67  | 12    | 56    |
| 3.   | Tutku Açik       | Türk Telekom     | 4,42  | 12    | 53    |
| 4.   | Yuval Naymi      | Hapoel Jerusalem | 4,29  | 14    | 60    |
| 5.   | Clay Tucker      | DKV Joventut     | 4,08  | 12    | 49    |